# Charles Follen Adams

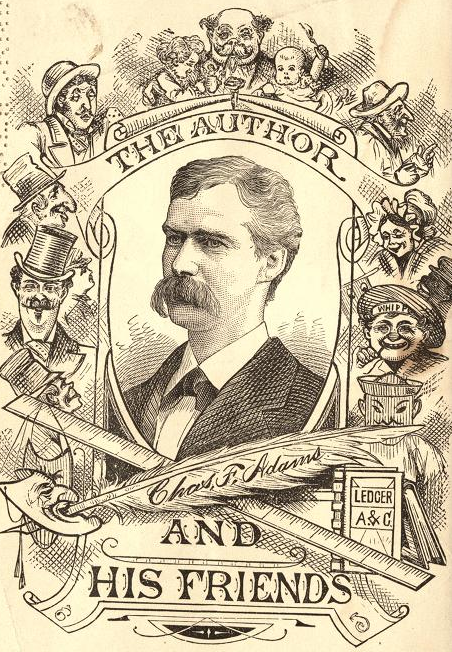
Porträt von Charles Follen Adams (1878)

Charles Follen Adams (* 21. April 1842 in Dorchester, Massachusetts; † 8. März 1918 in Roxbury, Massachusetts) war ein US-amerikanischer Dichter, der vor allem durch seinen Gedichtband Leedle Yawcob Strauss bekannt wurde.

## Leben
Nach dem Besuch öffentlicher Schulen begann Adams 1857 als Fünfzehnjähriger eine Tätigkeit als Kaufmannsgehilfe, ehe er während des Sezessionskrieges 1862 als Freiwilliger seinen Militärdienst im 13. Infanterieregiment von Massachusetts begann. In der Folgezeit nahm er an allen Gefechtshandlungen seiner Einheit teil und geriet im Juli 1863 nach einer Verwundung während der Schlacht von Gettysburg in Kriegsgefangenschaft. Nach seiner Freilassung befand er sich längere Zeit in Behandlung.
Adams begann zu Beginn der 1870er Jahre als Verfasser von zumeist humorvollen Gedichten in dem Dialekt des Pennsylvania Dutch wie erstmals 1872 in The Puzzled Dutchman in dem Band Our Young Folks.
Nach seinem bekanntesten Gedichtband Leedle Yawcob Strauss, and Other Poems (1877) folgten nicht nur Dialect Ballads (1887) sowie Yawcob Strauss, and Other Poems (1910), sondern auch zahlreiche Veröffentlichungen in Tageszeitungen oder Zeitschriften wie Mother’s Doughnuts und Cut, cut behind! im Harper’s Magazine.